# Ante Matijević
Ante Matijević (1895. ---- 1956.) je bio hrvatski glazbeni i povijesni pisac. Jedan je od pionira hrvatske muzikologije.
Pisao je o Frani Divniću, koralima, psaltirima, orguljama u katedralama i dr., pri čemu se fokusirao na šibensko i zadarsko područje. Članke je objavio u Radovima Zavoda za povijesne znanosti HAZU u Zadru.